# The Fourmost

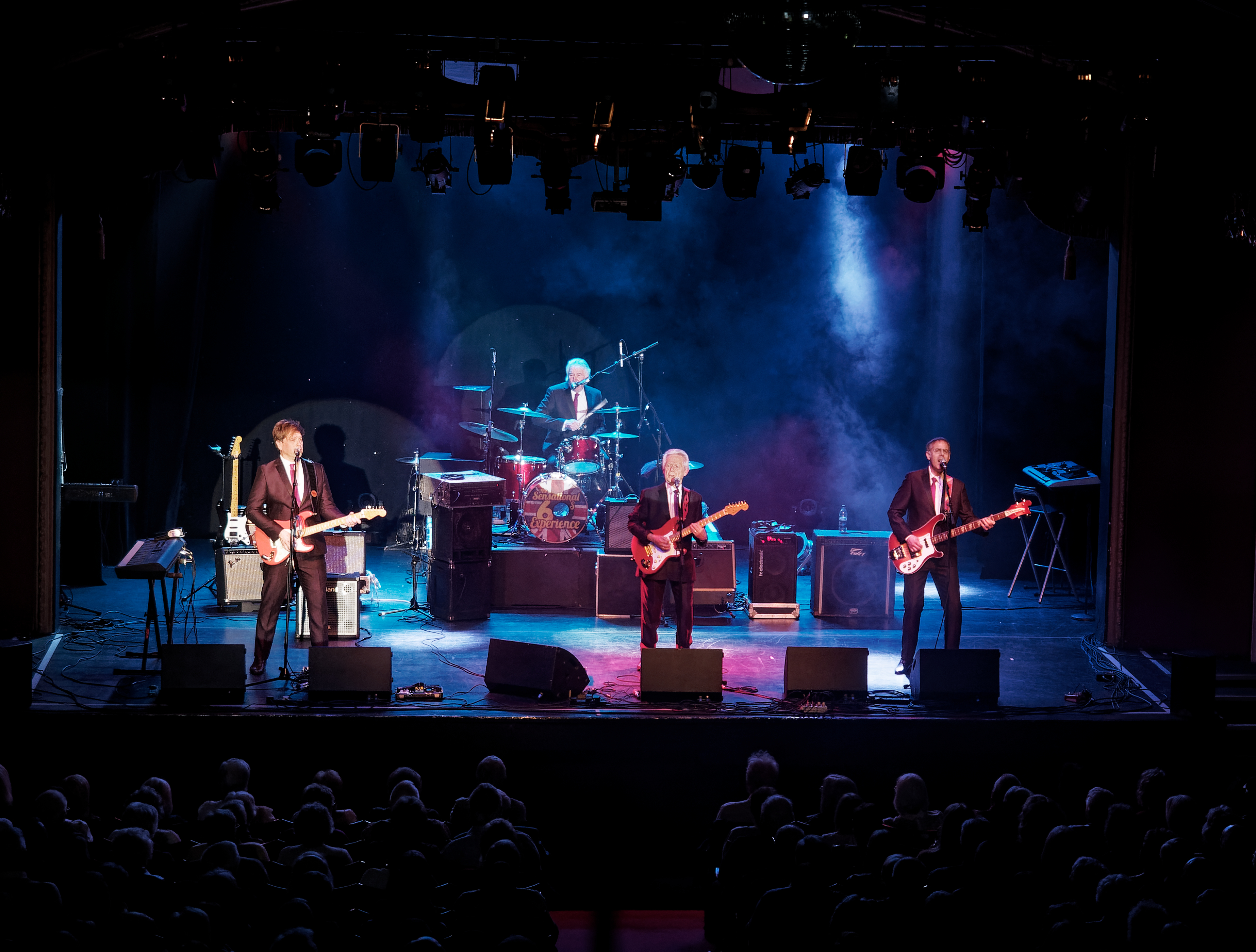
The Fourmost durant le "Sensational 60s Experience Tour" au West Cliff theatre, Clacton-on-Sea, Royaume Uni, 2019.

The Fourmost est un groupe britannique de rock, originaire de Liverpool, populaire dans les années 1960.

## Historique
Son plus grand succès : A Little Loving, no 6 en Angleterre en 1964. Il faut toutefois préciser qu'ils ont bénéficié de deux inédits signés Lennon/McCartney : Hello Little Girl et I'm in Love (en)
À l'origine, le groupe était composé de : Billy Hatton (chant), Brian O'Hara (guitare solo, chant), Mike Millward (guitare rythmique, chant), et Dave Lovelady (batterie, chant).
Il a été managé par Brian Epstein, à partir de 1963.
Le groupe s'est séparé à la fin des années 1970 avant de se reformer.